# František Žůrek
František Žůrek (* 14. září 1945) je bývalý český fotbalista, obránce. Po skončení aktivní kariéry působil jako trenér mládežnických týmů. S Josefem Žaloudkem, který vychoval Pavla Nedvěda, byl prvním českým profesionálním trenérem mládeže.

## Fotbalová kariéra
V československé lize hrál za Jiskru Otrokovice a TJ SU Teplice. Nastoupil v 10 ligových utkáních.

## Ligová bilance
| Ročník                                   | Zápasy | Góly | Klub              |
| ---------------------------------------- | ------ | ---- | ----------------- |
| 1. československá fotbalová liga 1964/65 | 4      | 0    | Jiskra Otrokovice |
| 1. československá fotbalová liga 1968/69 | 6      | 0    | SU Teplice        |
| CELKEM                                   | 10     | 0    |                   |

## Trenérská kariéra
- 1980/81 Dynamo České Budějovice
- 1981/82 TJ Vagónka Česká Lípa
- 1982/83 TJ Vagónka Česká Lípa
- 1983/84 TJ Vagónka Česká Lípa